# Jean-Yves Fréchette
Jean-Yves Fréchette, né le 11 mai 1948 au Nouveau-Brunswick, est un écrivain et artiste multidisciplinaire québécois. Il vit à Québec.

## Biographie
De 1972 à 2008, Jean-Yves Fréchette enseigne la poésie et la communication. En tant que concepteur de logiciels éducatifs, il participe aux projets LogiTexte, Scriptor et Twittexte,.
En octobre 1982, il réalise la performance Agrotexte avec une quinzaine de cultivateurs de Saint-Ubalde. Le vers « Texte Terre Tisse », tracé dans les champs par des tracteurs sur une distance de 1,6 km, devient le plus long texte labouré au monde, défi inscrit dans le livre des records.
Ses recherches s'articulent autour des problématiques liées à la pédagogie de l'écriture mobile. À cet effet, il collabore notamment avec le Centre de la Francophonie des Amériques ainsi qu'avec le Musée de la civilisation.
Œuvrant hors des cadres traditionnels littéraires, Jean-Yves Fréchette s'intéresse à la twittérature,,. En plus d'être membre du collectif Inter/Le Lieu, il dirige l’Institut de twittérature comparée de Québec-Bordeaux, « un organisme qui explore, analyse et enseigne les mutations littéraires induites par les temps modernes »,. Avec les collaborateurs de l'Institut, il codirige le deuxième Festival international de twittérature de Bordeaux.
Fondateur de la Centrale textuelle de Saint-Ubald, il réalise également une performance d'édition intitulée Physitexte, une manœuvre textuelle d'écriture technique, Le lieu-dit le lieu ainsi qu'une manœuvre-réseau d'écriture collective, Le party textuel,,.
Il publie Plis sous pli en collaboration avec Pierre-André Arcand (Éditions du Noroît, 1982), Tweet rebelle : twittérature (L'instant même, 2011) ainsi que Ne sois pas effrayé par le pollen dans l’œil des filles (L'instant même, 2015).
Membre des conseils d’administration de Rhizome, Jean-Yves Fréchette est également membre des éditions Intervention ainsi que de l’Institut de gouvernance numérique.

## Œuvres

### Poésie
- Plis sous pli, en collaboration avec Pierre-André Arcand, Montréal, Éditions du Noroît, 1982, 1 portefeuille.  (ISBN 2-89018-072-7)
- Ne sois pas effrayé par le pollen dans l'œil des filles, avec des photographies de Patrick St-Hilaire et une préface de Gilles Pellerin, Québec, L'Instant même, 2015, 167 p. (ISBN 9782895023630)

### Nouvelles
- Tweet rebelle : twittérature, Québec, L'Instant même, 2011, 175 p. (ISBN 978-2-89502-316-6)

### Art visuel, performance et art numérique
- Physitexte, performance d’édition en collaboration avec Pierre-André Arcand, 1981[16]
- Le lieu-dit le lieu, manœuvre d’écriture technique, 1982[17]
- Le public dans tous ses états, 1982
- Agrotexte, écriture monumentale dans les champs agricole de Saint-Ubalde, 1982[4]
- G mon soleil sans complexe, performance multimédia et d’écriture en réseau, 1983[18]
- L’itinéraire du texte, performance poésie et land-art monumentale, 1984[19]
- In mémoriam Georges Maciunas, performance de poésie sonore,  vinyles édités chez Les Éditions Intervention, 1984[20]
- Le Party textuel, performance d’écriture numérique, 1986[21]
- L'Arpenteur, en collaboration avec le collectif Bleu Diode (Isabelle Gagné et Sven Buridans), 2022[22]